# Pachypsylla celtidisgemma
Pachypsylla celtidisgemma är en insektsart som beskrevs av Riley 1885. Pachypsylla celtidisgemma ingår i släktet Pachypsylla och familjen rundbladloppor. Inga underarter finns listade i Catalogue of Life.